# 利福平
利福平（INN：rifampicin，USAN：rifampin）又稱立放黴素，為一種半合成廣效性抗生素，主要抑制细菌RNA的合成，有明显的杀菌作用，可治療包含結核病、痲瘋病、沙眼，以及退伍軍人症等疾病。
利福平通常與其他抗生素合用，除了用於預防B型流感嗜血桿菌以及腦膜炎球菌。如果要長期用藥，建議監測血球數量及肝臟酵素功能。本品为红色或暗红色的结晶状粉末，不溶于水，可透過口服、外用及靜脈注射給藥。
常見副作用包含噁心、嘔吐、腹瀉，以及食慾降低。尿液、汗液及淚液成紅色或橙色屬正常現象，另可能會造成肝臟傷害及過敏反應。本品常用於治療罹患開放性肺結核的孕婦，但對胎兒的傷害尚未明瞭。利福平屬於利福黴素，其作用機轉為阻斷細菌的RNA轉錄。
利福平於1957年首次合成，並於1971年上市。本品列名於世界卫生组织基本药物标准清单，為基礎公衛體系必備藥物之一。利福平屬於學名藥，在發展中國家一個月療程所需藥物的批發價約為3.90美金。在美國境內，同樣的劑量則需 120 美金。利福平是由Amycolatopsis rifamycinica中提煉而得。
利福平应空腹服用，而利福喷丁则应尽可能与食物一起服用。

## 毒副作用
利福平口服毒性小，偶尔使消化道产生不良反应，有腹胀、食欲减退等。因为药物代谢会在肠道反复代谢，会出现尿液等体液橘红色现象，一般停用后即可恢复。少数病人出现黄疸、血清转氨酶升高，与异烟肼合用发生率增高。并可能引起肝功能损害。

## 作用机理
利福平的作用机制是抑制病原体DNA的RNA多聚酶，抑制病原体RNA合成的起始阶段，抑制细菌RNA的合成从而阻止细菌DNA和蛋白的合成。

## 抗菌作用
利福平对于抑制以下细菌和微生物很有效：
1. 革兰氏阳性细菌和革兰氏阴性微生物：
  -     1. 大肠杆菌
    2. 假单胞菌
    3. 吲哚阳性和阴性变形杆菌
    4. 克雷伯氏菌

  - 金黄色葡萄球菌和凝固酶阴性葡萄球菌
  - 脑膜炎奈瑟菌和流感嗜血杆菌
2. 在细胞培养和动物模型中，利福平也可抑制军团菌。
3. 利福平在体外浓度为 0.06-0.25mg/L时可抑制许多结核杆菌临床分离株的生长。
4. 利福平对麻风分枝杆菌也有杀菌作用。

## 外部連結
- PubPK – Rifampicin pharmacokinetics
- Prescribing Information for RIFADIN by Sanofi-Aventis（页面存档备份，存于）
- U.S. National Library of Medicine: Drug Information Portal – Rifampicin （页面存档备份，存于）
- PDR.net Concise Monograph – Rifadin

Template:PXR ligands
Category:Pregnane X receptor agonists